# Gulftown
O microprocessador Gulftown da Intel é um processdor hexa-core, da família Westmere. Liga-se num socket LGA1366 e possui 12 Mio de memória cache L3. 
Os primeiros Gulftown foram comercializados no início de 2010. Inicialmente previsto para inaugurar a gama Core i9, são integrados na gama Core i7. O primeiro Gulftown é o Core i7 980X a 3.33 GHz, seguido pelo Core i7 970 a 3,2 GHz.
Algumas placas-mãe com chipset X58 anterior ao Gulftown são compatíveis através de atualizações da BIOS.
A Intel devia lançar a gama Gulftown em 2011: a versão Extreme a 3,46 GHz seria chamada como Core i7 990X e a versão não Extreme seria o Core i7 980 a 3.33 GHz.